# Ricardo Cisterna
Ricardo Cisterna (nacido el 24 de agosto de 1915 en San Miguel de Tucumán - fallecido el 4 de julio de 2004 en San Miguel de Tucumán) fue un futbolista argentino. Se desempeñaba como delantero y su primer club fue San Martín de Tucumán.

## Carrera

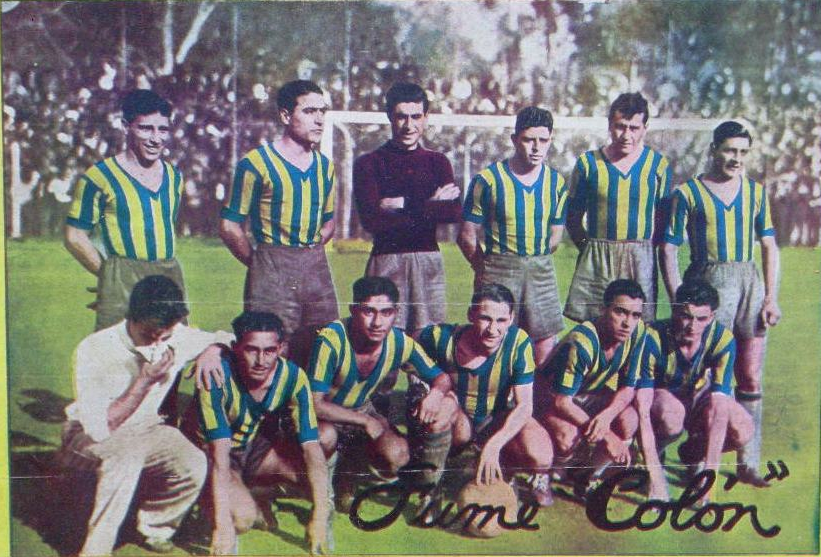
Rosario Central en 1937. Parados: Rafael Luongo, Justo Lescano, Pedro Aráiz, Ignacio Díaz, Germán Gaitán, Alberto Espeche; hincados: Rosario Gómez, Ricardo Cisterna, Benjamín Laterza, Salvador Laporta, Aníbal Maffei.

Sus inicios en el primer equipo del Santo tucumano se dieron durante 1933; se destacó convirtiendo 35 goles en cuatro temporadas defendiendo la casaca albirroja. En 1936 obtuvo la Copa de Competencia. Estas buenas actuaciones le valieron la atención de Rosario Central, equipo que lo incorporó en 1937. El canalla se encontraba aún disputando los torneos de la Asociación Rosarina de Fútbol; en ese mismo año se alzó con los dos certámenes de la temporada, el Torneo Gobernador Luciano Molinas (competencia de liga) y el Torneo Hermenegildo Ivancich (de copa). Su debut se produjo en la segunda fecha del torneo mencionado en primer lugar, cuando el 18 de abril Rosario Central venció como visitante a Sparta por 4-3, con un tanto de Cisterna. Tuvo una participación decisiva en la obtención del Ivancich, ya que en la final ante Tiro Federal marcó los dos goles auriazules en el triunfo por 2-1. Ese año fue acompañado en la línea ofensiva por Rosario Gómez, Salvador Laporta, Benjamín Laterza, Aníbal Maffei, entre otros. En 1938 repitió el título del Molinas, teniendo nuevamente la ocasión de marcar un gol decisivo para la consagración, ya que en la última jornada del torneo Rosario Central igualó en un gol con Argentino de Rosario, su inmediato perseguidor, y gracias al gol de Cisterna logró mantener la diferencia de puntos.
Para 1939 el canalla se encontró jugando el Campeonato de Primera División de AFA; Cisterna disputó esa temporada y la de 1940, marcando 8 tantos en cada torneo. Dejó el cuadro de Arroyito tras cuatro años, totalizando 76 presencias y 30 goles convertidos.
Su siguiente destino fue el Club Atlético Platense, con el cual disputó el Campeonato de Primera División 1941. Al año siguiente fichó por San Lorenzo de Almagro.

## Clubes
| Club                   | País      | Año       | Partidos Jugados | Goles |
| ---------------------- | --------- | --------- | ---------------- | ----- |
| San Martín (Tucumán)   | Argentina | 1933-1936 | 59               | 35    |
| Rosario Central        | Argentina | 1937-1940 | 76               | 30    |
| Club Atlético Platense | Argentina | 1941      | 27               | 3     |
| San Lorenzo de Almagro | Argentina | 1942      | 1                | 0     |
| Total                  |           |           | 163              | 68    |

## Palmarés
| Equipo                | País      | Título              | Año  |
| --------------------- | --------- | ------------------- | ---- |
| San Martín de Tucumán | Argentina | Copa de Competencia | 1936 |
| Rosario Central       | Argentina | Torneo Ivancich     | 1937 |
| Rosario Central       | Argentina | Torneo Molinas      | 1937 |
| Rosario Central       | Argentina | Torneo Molinas      | 1938 |